# Crytea proletes
Crytea proletes är en stekelart som först beskrevs av Heinrich 1938.  Crytea proletes ingår i släktet Crytea och familjen brokparasitsteklar. Inga underarter finns listade i Catalogue of Life.